# Marie-Guillemine Benoist

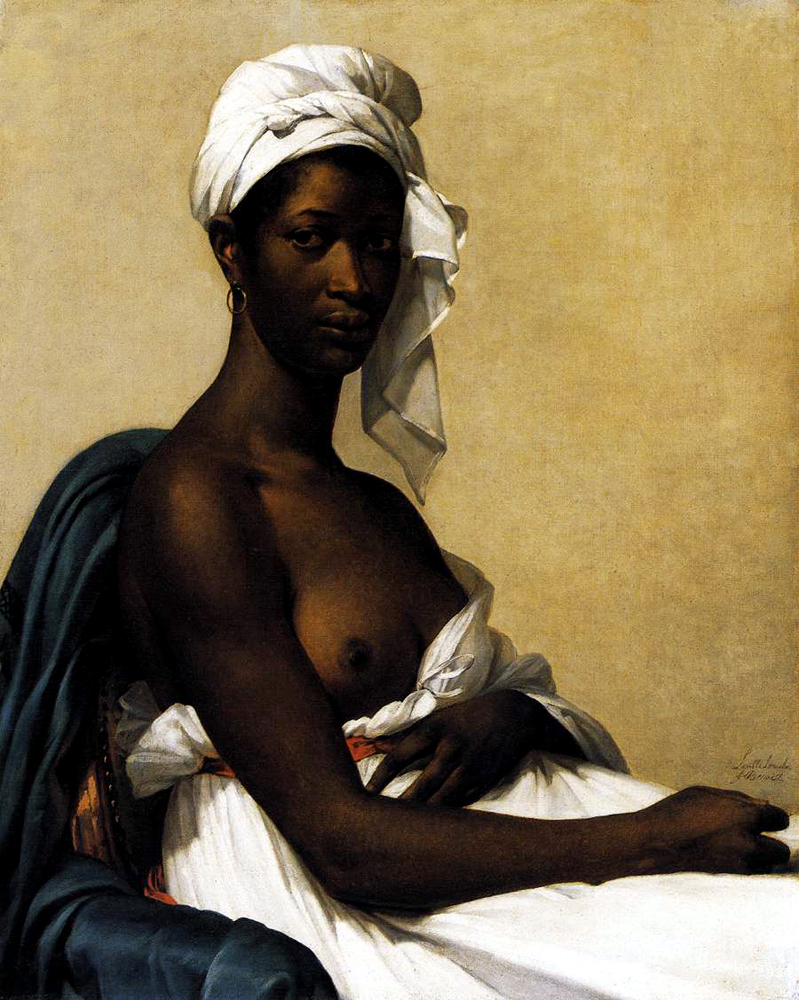
Marie-Guillemine Benoist
Portrait d'une négresse
1800, Musée du Louvre.

Marie-Guillemine Benoist, de soltera Marie-Guillemine de Laville-Leroux (París, 18 de desembre de 1768 - París, 8 d'octubre de 1826), fou una pintora francesa d'estil neoclàssic. També va conrear la pintura històrica i de gènere.

## Biografia
Filla d'un funcionari, va iniciar la seva formació amb Élisabeth Vigée Le Brun el 1781, i passà al taller de Jacques-Louis David el 1786, juntament amb la seva germana Marie-Élisabeth.
El 1784 va conèixer el poeta Charles-Albert Demoustier, que es va inspirar en ella per al personatge d'Émile en la seva obra Lettres à Émilie sur la mythologie (1821).
Va exposar per primera vegada el 1791 en el Saló de París, on va presentar un quadre d'assumpte mitològic, Psyché faisant ses adieux à sa famille. De la mateixa època és L'Innocence entre la vertu et le vice, també inspirat en la mitologia, adaptant el tema d'Hèrcules en estat crític i reflectint les seves inquietuds feministes, ja que hi apareix el vici en forma d'home, paper tradicionalment lligat a un personatge femení.
El 1793 es va casar amb el banquer Pierre-Vincent Benoist. A la mateixa època va començar a desprendre's de la influència de David, abandonant els subjectes clàssics per la pintura de gènere.
La seva carrera com a pintora d'èxit va continuar al Saló de 1800, en què va presentar el seu Portrait d'une négresse. Aquest retrat d'una criada del seu cunyat, pintat només sis anys després de l'abolició de l'esclavitud, es convertí en un manifest a favor de l'emancipació de la dona i les persones de raça negra. El quadre fou adquirit per Lluís XVIII per a l'Estat francès el 1818.
El 1803 Napoleó Bonaparte, en aquell moment Primer Cònsol, li va encarregar el seu retrat amb destinació a la ciutat de Gant, recentment lliurada a França pel Tractat de Lunéville. Un any més tard va rebre una medalla d'or del Saló i va obtenir una pensió governamental. També en aquells dies va obrir un taller exclusivament per a dones a qui ensenyava pintura.
Amb la Restauració, el seu marit, el comte Benoist, monàrquic convençut, va ser nomenat membre del Consell d'Estat i ella, pel que sembla, va haver d'abandonar la pintura quan estava al cim de la seva carrera.

## Obra
- Psyché faisant ses adieux a sa famille (1791)
- L'Innocence entre la vertu et le vice
- Portrait d'une négresse (1800, Musée du Louvre)
- Portrait de Napoléon (1804, cort de Ghent)
- Portrait du Maréchal Brune (1805, destruït ; una còpia es troba al Musée du Château de Versalles)
- Portrait de Pauline Borghèse (1807, Musée du Château de Versalles)
- Portrait de Marie-Élise, grande duchesse de Toscane (Pinacoteca Nazionale, Lucca)
- Portrait de l'impératrice Marie-Louise (Château de Fontainebleau)
- La lecture de la Bible, (1810, Musée municipal, Louviers)
- La Consultation o La Diseuse de bonne-aventure, Musée municipal de Saintes.